# 265e Infanteriedivisie (Duitsland)
De Duitse 265e Infanteriedivisie (Duits: 265. Infanterie-Division) was een Duitse infanteriedivisie tijdens de Tweede Wereldoorlog. De divisie werd opgericht op 20 mei 1943. De eenheid deed in haar bestaan dienst in Frankrijk, waar het vooral belast was met de kustverdediging. 
Na de geallieerde landing in Normandië, leed de divisie zware verliezen. De eenheid werd op 2 oktober 1944 opgeheven en restanten werden aan andere onderdelen toegevoegd.

## Bevelhebbers
- Generalleutnant Walther Düvert (1 juni 1943 - 27 juli 1944)
- Generalleutnant Hans Junck (27 juli 1944 - 2 oktober 1944)

## Samenstelling
- Grenadier-Regiment 894
- Grenadier-Regiment 895
- Grenadier-Regiment 896
- Artillerie-Regiment 265
- Pionier-Bataillon 265
- Divisions-Nachrichten-Abteilung 265
- Divisions-Nachschubtruppen 265